# Benedetto Castelli
Benedetto Castelli (italià: Antonio Castelli)  (Brescia, c. 1578 - Roma, 9 d'abril de 1643), de naixement Antonio Castelli, fou un matemàtic que prengué el nom de "Benedetto" quan ingressà a l'orde dels benedictins l'any 1595.

## Vida i obra
Es convertí en monjo benedictí el 1595 i, mentre va estar destinat a diversos monestirs benedictins (entre els quals el de Santa Giustina a Pàdua i la Badia Fiorentina), va estudiar a les universitats de Pàdua, on va conèixer Galileo Galilei, i de Florència. El 1613 fou nomenat professor de la universitat de Pisa i el 1626 fou cridat a Roma per assessorar el papat en matemàtiques i en sistemes hidràulics i per fer de tutor del seu nebot Taddeo Barberini.
Fou amic i ajudant del seu mestre, Galileo. Va ajudar-lo en l'estudi de les taques solars i en l'examen de les teories de Nicolau Copèrnic. De fet, fou ell qui proposà a Galileu que si les teories de Copèrnic eren certes, s'haurien de distingir diferents fases en un suposat cicle de Venus, de la mateixa manera que s'observaven a la Lluna. Aquestes fases invisibles a ull nu, foren clarament visibles amb el telescopi com va mostrar Galileu al seu Nuncius Sidereus. També el va defensar quan Galileu va patir els processos de la Inquisició, tot i que ho feu de forma tímida, ja que ell mateix formava part de l'església que l'estava processant.

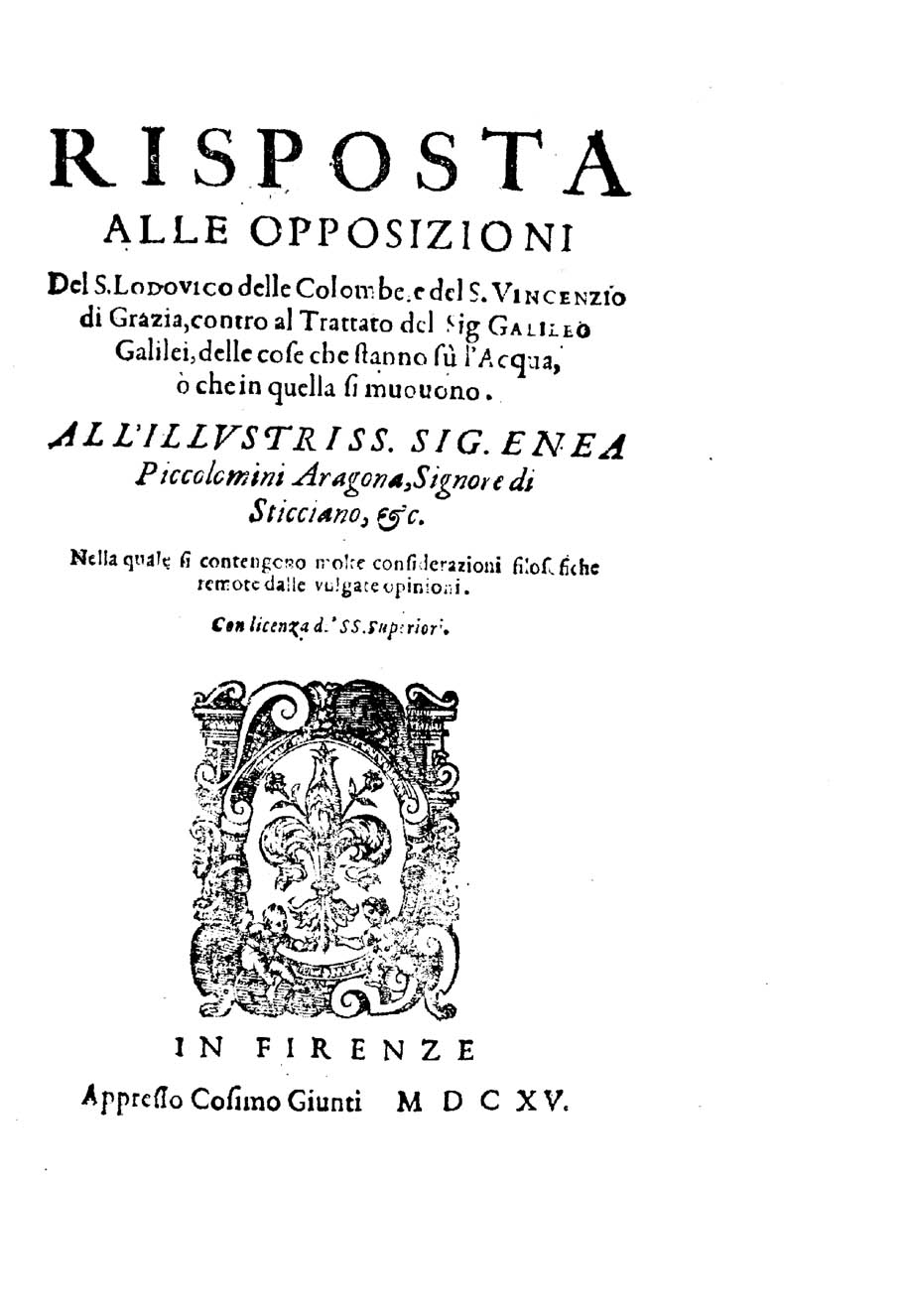
Risposta alle opposizioni

També va estar implicat en una important conversa amb la duquessa Cristina de Lorena (mare de Cosme II de Mèdici) sobre la veracitat de l'existència de les llunes de Júpiter o satèl·lits galileans, a les quals Galileu havia posat inicialment el nom de Cosmica Sidera (en català: "estrelles de Cosme"), en honor del seu principal protector i posteriorment Medicea Sidera (en català: estrelles de Mèdici). La duquessa qüestionà la seva autenticitat perquè això suposava donar suport a les idees de Copèrnic -no demostrades del tot en aquell moment- que s'oposaven a una tradició de centenars d'anys i mitja dotzena de passatges bíblics que suggerien que era el Sol que es movia, i no pas la Terra. Com a exemple, la duquessa Cristina recordà el passatge de la batalla de Gideó, quan Déu atura el moviment del Sol (i no del nostre planeta) per proporcionar als israelites una mica més de llum diürna per poder derrotar els seus enemics. En contraposició, Castelli defensà la veracitat de la descoberta de Galileu afegint que, fins i tot, els jesuïtes romans les havien confirmat.
Castelli s'interessà per les matemàtiques i la hidrodinàmica. Ocupà plaça com a matemàtic a la Universitat de Pisa -per recomanació de Galileu- i més tard a la Universitat de Roma La Sapienza. Publicà Della Misura dell'Acque Correnti, un important treball sobre hidrodinàmica de fluids. També feu importants descobriments en els camps de la il·luminació, la visió en els telescopis i fou pioner en l'estudi de l'absorció diferent de la calor per diferents colors.
Un dels seus estudiants fou Evangelista Torricelli, l'inventor del baròmetre.